# Olivia Müller-Elmau
Olivia Müller-Elmau (* 1998) ist eine deutsche Schauspielerin.

## Leben
Olivia Müller-Elmau stammt in vierter Generation aus einer Theaterfamilie. Ihr Großvater war Raidar Müller-Elmau, der vor allem durch seine Auftritte in zwei der insgesamt drei Immenhof-Filme bekannt wurde. Ihre Mutter ist die Sängerin Julia von Miller, ihr Vater der Regisseur, Bühnenbildner und Autor Alexander Müller-Elmau. 2019 spielte sie an der Seite ihrer Tante Katharina Müller-Elmau in der Kriminalserie Hubert ohne Staller.
Müller-Elmau studierte von 2017 bis 2020 an der Ludwig-Maximilians-Universität München Philosophie und Politikwissenschaft und schloss ihr Studium mit dem Bachelor of Arts ab. Seit 2020 studiert sie an der Hochschule für Musik und Theater Hamburg die Fächer Regie und Schauspiel. Ihr Fernsehschauspieldebüt gab sie 2018 in einer Episode der Fernsehserie WaPo Bodensee. Im selben Jahr stellte sie die Rolle der Lea, die beste Freundin der von Paulina Rümmelein dargestellten Julia Biggemann, eine der Hauptrollen und Filmtochter von Veronica Ferres und Heiner Lauterbach, im Fernsehfilm Unzertrennlich nach Verona dar. Außerdem spielte sie im Kurzfilm Alpha-Junge: Apha-Boy mit.

## Filmografie (Auswahl)
- 2018: WaPo Bodensee (Fernsehserie, Episode 2x06)
- 2018: Unzertrennlich nach Verona (Fernsehfilm)
- 2018: Alpha-Junge: Apha-Boy (Kurzfilm)
- 2018: Drei ist einer zuviel
- 2019: Hubert ohne Staller (Fernsehserie, Episode 9x05)